# Мерида (щат)
Вижте пояснителната страница за други значения на Мерида.
Мѐрида (на испански: Mérida) е един от 23-те щата на южноамериканската държава Венецуела. Намира се в северозападната част на страната. Общата му площ е 11 300 км², а населението е 1 007 934 жители (по изчисления за юни 2017 г.). Основан е през 1864 г.